# Mofos
Mofos est une société de production pornographique canadienne axée sur la pornographie réalité.

## Description
Le site Mofos est créé en 2008. L'objectif est de tourner des vidéos avec des scénarios simples, par opposition aux vidéos de Brazzers. Les vidéos mettent en scène des acteurs pornographiques peu connus qui sont en mesure d'incarner avec précision les différents rôles spécifiquement écrits pour la pornographie réalité. Le site Web est acquis par MindGeek en 2010. En octobre 2016, le site a un classement de trafic mondial de 6,946.

## Sous-sites
Il existe plus de 20 sites Web fonctionnant sur le réseau Mofos. Chaque site suit des thèmes et des scénarios différents mais restent tous dans le genre de la pornographie réalité. Les thèmes incluent : la pornographie interraciale, le sexe en public, les jeunes, les femmes mûres, etc. Les sites Web sont nommés de manière à identifier facilement les thèmes sans avoir besoin de beaucoup de recherche.

## Direction
Indépendamment de tout thème explicite, Mofos et ses sous-sites sont gérés sous par MindGeek afin d'éviter toute activité illégale. Mofos est actuellement détenu et exploité par Mindgeek, anciennement connu sous le nom de Manwin. Le nom change peu de temps après la démission du directeur, Fabian Thylman. Thylman a d'abord acquis la société après avoir acheté les actifs des fondateurs d'origine. En 2013, il vend ses parts à Feras Antoon (en) et David Tassillo, de la direction de l'entreprise. La société fusionne avec Redtube, un site pornographique, créant ainsi MindGeek.